# Якубович, Джульетта Антоновна
Джульетта Антоновна Якубович (Кочарян) (род. 1 февраля 1935 года, Баку, Азербайджанская ССР, СССР) — советская и украинская оперная певица, музыкальный педагог. Народная артистка Украинской ССР (1978).

## Биография
Родилась в Баку, Азербайджанская ССР. Окончила Бакинскую консерваторию. С 1963 по 1992 годы солистка-вокалистка Луганской областной филармонии Украинской ССР.
В разные годы выступала в авторских концертах известных отечественных композиторов Анатолия Кос-Анатольского, Николая Сильванского, Михаила Жербина, Льва Колодуба и др. Её редкой красоты лирико-колоратурное сопрано звучало в лучших концертных залах Москвы, Ленинграда, Киева, Риги, Тбилиси, а также различных стран: Польши, Венгрии, Германии, Ирака, Италии, Франции, Великобритании и др.
С 1988 г. совмещает концертную деятельность с преподавательской, является председателем жюри ежегодного Международного фестиваля-конкурса им. Ф. Шаляпина (г. Ялта, Крым). Дважды была членом жюри республиканского конкурса вокалистов им. Н. Лысенко. Являлась членом жюри отборочного тура вокалистов для участия в Международного конкурса вокалистов им. М.Глинки, республиканского конкурса вокалистов «Золотая осень» и Международного конкурса украинской песни «Молодая гвардия» (ныне — Открытый фестиваль-конкурс молодых исполнителей патриотической песни «Молодая гвардия»).
Профессор кафедры пения и хорового дирижирования, организатор оперной студии Института культуры и искусств Луганского национального педагогического университета им. Т. Г. Шевченко.
В 2008 году Джульетта Якубович удостоена Благодарности за участие в образовательной благотворительной деятельности в «Российской общественной академии голоса».

## Награды, звания
- Орден «За заслуги» III степени,
- Орден княгини Ольги III степени (2010)[5],
- Юбилейная медаль «20 лет независимости Украины» (2011)[6],
- Народный артист Украинской ССР (1973),
- Почётный гражданин Краснодона (1968),
- Почётный гражданин Луганска (2000),
- Почётный гражданин Луганской области (2004),
- Почётный знак «От благодарного народа ЛНР» (2020),
- Национальная премия «Имперская культура» имени Эдуарда Володина (2021)[7].

## Память
- 2000 год — имя Джульетты Якубович занесено в печатное издание «Золотая книга деловой элиты Украины»[8][9].